# Хуанг, Дженсен
Дженсен Хуанг (англ. Jensen Huang, кит. трад. 黃仁勳, пиньинь Huáng Rénxūn, палл. Хуан Жэньсюнь; род. 17 февраля 1963) — американский предприниматель тайваньского происхождения, сооснователь, президент и главный исполнительный директор компании NVIDIA. В интернете получил прозвище «Куртка» за то что на всех своих презентациях он одет в черную кожаную куртку.

## Биография

### Ранние годы
Хуан Жэньсюнь родился 17 февраля 1963 года в городе Тайнань Китайской Республики. Когда Жэньсюню было 6 лет, его семья переехала в Бангкок (Таиланд). В конце 1960-х годов после поездки в Нью-Йорк в рамках программы повышения квалификации его отец принял решение отправить детей в США. В 1972 году 9-летний Жэньсюнь и его 10-летний старший брат переехали к дяде и тёте в город Такома, штат Вашингтон. Там Жэньсюнь стал писать своё имя как Дженсен (англ. Jensen). Родственники направили братьев в баптистскую школу-интернат «Онейда» в восточном Кентукки, а позднее семья Хуан воссоединилась в штате Орегон, где Дженсен окончил расположенную в Бивертоне старшую школу «Алоха».

### Образование и карьера
В старшей школе Дженсен заинтересовался компьютерными технологиями и продолжил своё обучение в Университете штата Орегон, где изучал информатику и проектирование интегральных схем. Получив в 1984 году степень бакалавра электротехники, Дженсен начал карьеру в компании Advanced Micro Devices (AMD) на позиции проектировщика микросхем. Из AMD он перешёл в LSI Logic Corporation, где на различных должностях проработал до 1993 года. В частности, Дженсен возглавлял Coreware — подразделение LSI Logic, отвечавшее за развитие технологии систем на кристалле. В 1992 году Дженсен получил степень магистра электротехники в Стэнфордском университете.

### NVIDIA

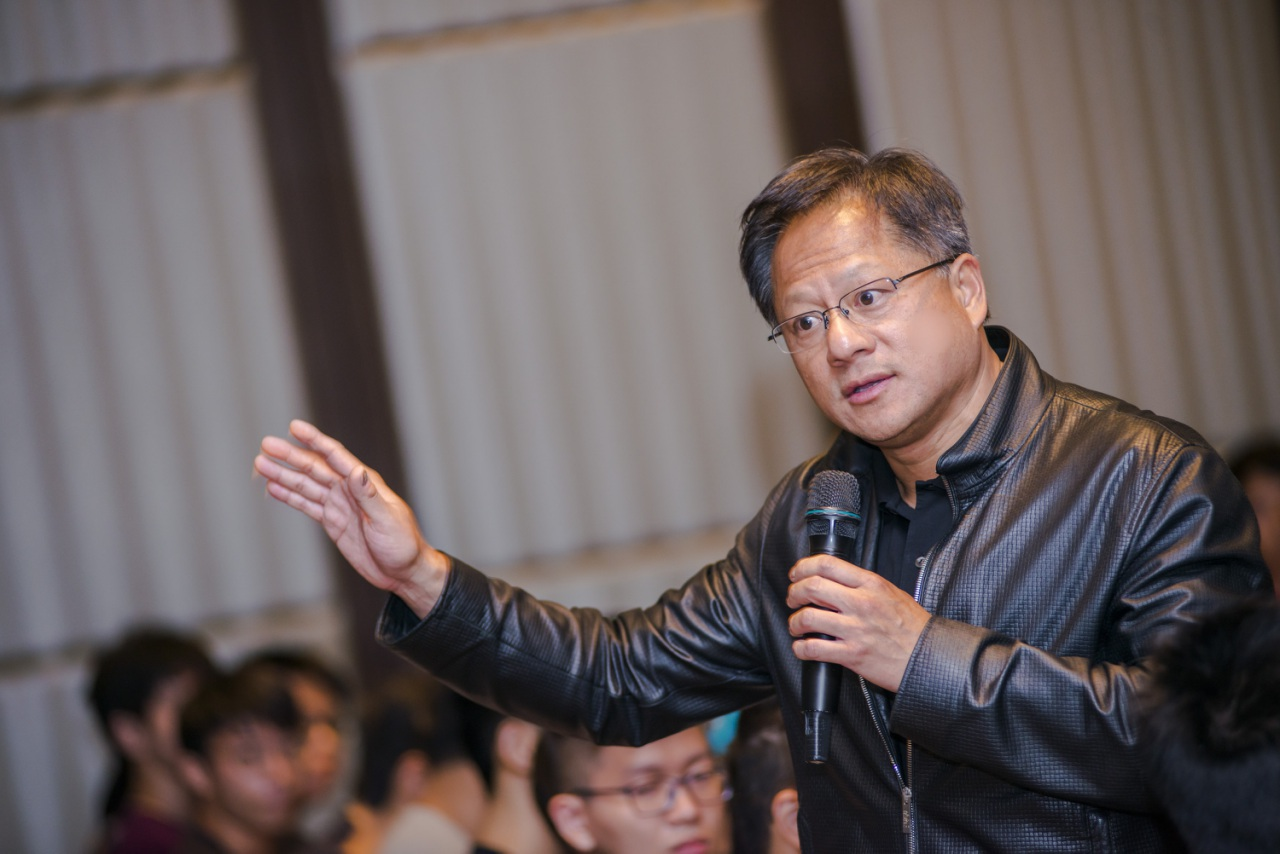
Выступление на выставке Computex в мае 2016 года

В 1993 году Дженсен Хуанг вместе со своими друзьями Крисом Малаховски и Кёртисом Премом, которые работали инженерами в Sun Microsystems, основали собственную компанию Nvidia со стартовым капиталом в 40 тысяч долларов. С апреля 1993 года Дженсен Хуанг занял в новообразованной компании позиции президента и главного исполнительного директора и вошёл в совет директоров. Компания сосредоточилась на рынке графических процессоров (GPU), привлекла инвестиции от фондов Sequoia Capital и Sutter Hill Ventures и в 1995 году вышла на рынок с мультимедийной картой NV1. Первый продукт оказался коммерчески неуспешным, но NVIDIA продолжила разработки, в 1997 году представила удачную RIVA 128, а затем в 1999 году — GeForce 256.
Если в 1996 году на рынке графических ускорителей конкурировали около 30 компаний, то в первой половине 2000-х сформировалась дуополия NVIDIA и канадской компании ATI. Во второй половине десятилетия после продажи ATI компании Advanced Micro Devices NVIDIA закрепилась в качестве лидера и на 2018 год сохраняла статус крупнейшего в мире производителя дискретной графики с долей рынка в 74,3 %. В 2006 году NVIDIA представила программно-аппаратную архитектуру для параллельных вычислений на графических процессорах CUDA, возможности которой были наиболее полно воплощены в ускорителях вычислений Tesla. На 2018 год Tesla были внедрены в 127 из 500 суперкомпьютеров, входящих в рейтинг самых быстрых устройств этого типа Top500.
Под руководством Дженсена Хуанга NVIDIA фокусируется на четырёх основных рынках: игровых решений, профессиональной визуализации, решениях для дата-центров и автомобильного рынка. В последние годы важным фокусом для компании стал рынок искусственного интеллекта.

## Личная жизнь

### Семья
Со своей будущей супругой Лори Миллс Дженсен познакомился, когда его назначили её подопечным в лаборатории основ электротехники Университета штата Орегон. Свадьба состоялась спустя 5 лет. Пара воспитала сына Спенсера и дочь Мэдисон.
Примечательно, что Дженсен Хуанг связан родством с президентом и главным исполнительным директором крупнейшего конкурента NVIDIA — компании Advanced Micro Devices. С 2014 года AMD возглавляет Лиза Су — двоюродная племянница Дженсена.

### Состояние
По состоянию на сентябрь 2020 года Forbes оценивал состояние Дженсена Хуанга в 11,6 миллиарда долларов. По оценке журнала, он занимал 361-е место в рейтинге миллиардеров 2020 года, 51-е место в списке богатейших американцев «Форбс 400» 2020 года и 61-е место в списке богатейших представителей технологической отрасли за 2020 год. Из годового отчёта Nvidia за 2016 год следует, что Дженсену Хуангу напрямую и опосредованно, лично и совместно с супругой принадлежит 4,02 % капитала компании. Его вознаграждение как президента и главного исполнительного директора Nvidia за 2017 год составило 996 тысяч долларов, бонусы — около 11,2 миллиона долларов.

### Благотворительность
Дженсен и его супруга активно занимаются благотворительностью, поддерживая проекты в сфере образования и точных наук. В 2008 году они предоставили 5 миллионов долларов финансирования для создания в Орегонском университете здоровья и науки лаборатории по изучению рака имени Джеймса Миллса — отца Лори, который с 2001 года боролся с хроническим миелоидным лейкозом. В 2008—2010 годах на их 30-миллионное целевое пожертвование в Стэнфордском университете был построен Инженерный центр имени Дженсена Хуанга по проекту портлендского архитектурного бюро Bora Architects. В 2014 году Хуанги направили 1 миллион долларов отделению некоммерческой организации City Year в Сан-Хосе, штат Калифорния, которая оказывает менторскую и академическую помощь учащимся. Это стало крупнейшим разовым пожертвованием в истории этого НКО. Также совместно с Мелиндой Гейтс Дженсен и Лори поддерживают деятельность AI4ALL — социально-ориентированной организации, которая ведёт просветительскую работу на тему искусственного интеллекта среди женщин.

### Общественная деятельность
С 1999 года Дженсен Хуанг входил в попечительский совет аналитического центра RAND, занятого разработками в целях общественного благополучия и национальной безопасности. В 2005 году он был избран в совет директоров крупнейшего американского отраслевого объединения — Ассоциации полупроводниковой промышленности. Также Хуанг является членом «Комитета 100», выступающего за расширение культурных связей между США и Китайской народной республикой.

## Признание
Дженсен Хуанг является фелло своей альма-матер, Университета штата Орегон, а также имеет степени почётного доктора Университета штата Орегон и Национального университета Чао Тан в Синьчжу, Тайвань.
Достижения Дженсена Хуанга в области технологического предпринимательства были отмечены множеством почётных званий. В 2000 году консалтинговая компания Ernst & Young выбрала его «Предпринимателем года в сфере высоких технологий». В 2002 году Университет Южной Калифорнии удостоил Хуанга премии за достижения в технологическом менеджменте имени Даниэля Эпштейна (Daniel Epstein Engineering Management Award). В 2004 году Ассоциация полупроводниковых бесфабричных компаний вручила ему награду за выдающееся лидерство имени Морриса Чанга (Mr. Morris Chang Exemplary Leadership Award). В 2007 году фонд Silicon Valley Education Foundation удостоил Дженсена Хуанга премии за достижения в бизнесе и филантропии Pioneer Business Leader Award. В 2016 году Forbes назвал Дженсена Хуанга одним из выдающихся предпринимателей, определяющих развитие целых отраслей высоких технологий в рамках списка Global Game Changers. Harvard Business Review в рамках ежегодного рейтинга неоднократно включал Дженсена Хуанга в число лучших главных исполнительных директоров мира. В 2018 году журнал Data Economyst включил Дженсена Хуанга в список 50 наиболее влиятельных людей в индустрии периферийных вычислений EDGE 50.